# Xysticus clercki
Xysticus clercki es una especie de araña cangrejo del género Xysticus, orden Araneae. Fue descrita científicamente por Audouin en 1826.

## Distribución geográfica
Se distribuye por Egipto y Etiopía.